# Conservatorio Reale di Madrid
Il Conservatorio Reale di Madrid (in spagnolo Real Conservatorio Superior de Música de Madrid) è una scuola di musica di grado universitario di Madrid, Spagna.

## Storia
Il Conservatorio Reale di Musica fu fondato per decreto reale il 15 luglio 1830 con sede in piazza Mostenses, a Madrid.
Nel 1852 la sede dell'istituto fu spostata nel Teatro Real, dove il conservatorio rimase finché, nel 1925, l'edificio fu dichiarato inagibile per ordine reale e le lezioni alle classi furono sospese. Nei seguenti sessantacinque anni, la sede della scuola fu spostata in diversi edifici finché, nel 1990, il Conservatorio Reale trovò una dimora stabile in un edificio restaurato del diciottesimo secolo che prima ospitava l'Ospedale Reale San Carlos, di fronte al Museo Nazionale d'arte Regina Sofía.